# Médaille d'or d'Ingénieurs Canada
La médaille d'or d'Ingénieurs Canada ou médaille d'or du Conseil canadien des ingénieurs est remise par Ingénieurs Canada (anciennement Conseil canadien des ingénieurs ; CCI), un organisme national qui regroupe les 12 associations/ordre provinciaux et territoriaux qui réglementent l'exercice du génie au Canada et qui délivrent les permis d'exercice aux plus de 160 000 ingénieurs du pays.

## Lauréats
- 1972 : Robert Legget
- 1973 : Robert Hardy
- 1974 : W. M. Armstrong
- 1975 : Joseph-Alphonse Ouimet
- 1976 : George Govier
- 1977 : George Langford
- 1978 : George Ford
- 1979 : Robert Shaw
- 1980 : John Angel
- 1981 : John Leslie Charles
- 1982 : Larkin Kerwin
- 1983 : John Anderson-Thomson
- 1984 : Camille Dagenais
- 1985 : Bernard Lamarre
- 1986 : Lloyd McGinnis
- 1987 : Raymond Cyr
- 1988 : Angus Bruneau
- 1989 : Carson Templeton
- 1990 : Gerald Maier
- 1991 : Robert Neill
- 1992 : Douglas Wright
- 1993 : William Hurst
- 1994 : Leonard Bateman
- 1995 : Charles Campbell
- 1996 : Guy Saint-Pierre
- 1997 : Aucun prix n'a été décerné.
- 1998 : Karl Brackhaus
- 1999 : Robert Gillespie
- 2000 : Micheline Bouchard
- 2001 : Charles Andrew Laszlo
- 2002 : Wallace Read
- 2003 : Jean-Guy Paquet
- 2004 : Arthur Johns
- 2005 : John Clark
- 2006 : Marc Garneau
- 2007 : Robert Papineau
- 2008 : Jacques Lamarre
- 2009 : Morden Yolles
- 2010 : Julie Payette
- 2011 : Yusuf Altintas
- 2012 : Wilfrid Morin
- 2013 : Elizabeth Cannon
- 2014 : Michael Sefton
- 2015 : Karel Velan
- 2016 : Donald Mavinic
- 2017 : Larry Seeley
- 2018 : Levente Diosady
- 2019 : Catherine Karakatsanis
- 2020 : Cristina Amon
- 2021 : Samuel Pierre
- 2022 : Digvir Jayas
- 2023 : Janusz Koziński
- 2024 : Jonathan Rose